# (145728) 1994 RO
(145728) 1994 RO es un asteroide  perteneciente al cinturón de asteroides, descubierto el 7 de septiembre de 1994 por el equipo del Observatorio Astronómico de Santa Lucia di Stroncone desde el Observatorio Astronómico de Santa Lucia di Stroncone, Stroncone, Italia.

## Designación y nombre
Designado provisionalmente como 1994 RO.

## Características orbitales
1994 RO está situado a una distancia media del Sol de 2,448 ua, pudiendo alejarse hasta 2,936 ua y acercarse hasta 1,960 ua. Su excentricidad es 0,199 y la inclinación orbital 1,297 grados. Emplea 1398,99 días en completar una órbita alrededor del Sol.

## Características físicas
La magnitud absoluta de 1994 R= es 16,92. 